# Matthew McNulty
Michael Anthony McNulty (Manchester, 14 de dezembro de 1982) é um ator inglês. Ele é conhecido por seus papeis em The Terror (2018), Room at the Top (2012) e Jamaica Inn (2014).